# Toppers in concert 2016
Toppers in Concert 2016 - Royal Night of Disco is de naam voor de concerten op 13, 14 en 15 mei 2016 in de Amsterdam ArenA van De Toppers en de gelijknamige cd en dvd. Dit was de twaalfde ArenA-editie van dit concert.

## Toppers 2016
De avond werd voor een groot deel ingevuld met klassiekers uit de jaren 70 en 80. Onder meer de gastartiesten Robin S en Rick Astley traden op. De opzet van Toppers 2016 was anders dan in de vorige edities. Zo waren Glennis Grace en Big, Black & Beautiful de speciale gasten; zij verzorgden tijdens de avond meerdere optredens. In de pauze werd geen gebruik meer gemaakt van de HalftimeShow met Gents; zij waren vervangen door Robin S., Big, Black and Beautiful, en Glennis Grace, die een ode aan Whitney Houston zong. Daarnaast werden de hits Parijs van Kenny B en Ik neem je mee van Gers Pardoel gespeeld.
Voor het eerst in bijna 10 jaar kwamen de Dolly Dots bij elkaar. Dit was ook de eerste en tevens laatste keer dat de groep zonder de in 2009 overleden Ria Brieffies optrad. Hiermee werd meteen een ode gegeven aan de zangeres.
Max Verstappen werd na zijn gewonnen Formule 1-race bij de Toppers in de spotlights gezet. Tijdens de gastoptreden van Jochem Fluitsma werden beelden van een winnende Verstappen op de schermen van de ArenA getoond. Dat leidde tot flink wat gejuich vanuit het publiek. 
Naast de reguliere cd en dvd brachten De Toppers voor het eerst een blu-ray uit van het concert.

## Christmas Party of the Year
Op 9 mei 2016 verklaarde Joling bij het programma Evers staat op van Edwin Evers dat er twee zangers uit gaan, en er twee zangers in komen. Dit bleek echter een grap te zijn, toen Froger, Van der Boom en Joling op 9 mei 2016 aan tafel bij Humberto Tan in het programma RTL Late Night bekendmaakten dat de drie heren hun 12,5 jaar jubileum gaan vieren met 5 kerstconcerten. Van 20 t/m 24 december 2016 staan ze in Ahoy Rotterdam. De kerstconcerten zijn vooralsnog eenmalig, omdat het de viering is van het 12,5 jaar bestaan van De Toppers. Toen de kaartenverkoop op tweede pinksterdag (16 mei) van start ging, lag de site van Ticketpoint een paar minuten eruit, door de grote drukte.

## Tracklist

### Cd

#### Disc 1
1. Grand Opening Royal Night of Disco
2. Doorwalsen Medley 2016
3. Pop In Je Moerstaal Medley
4. Gerard Joling Hitmedley 2016
5. George McCrae Medley
6. Boggie Disco Medley
7. Diana Ross Medley
8. Jeroen van der Boon Medley 2016
9. Ultimate Disco Medley
10. Hee Kom Aan Medley

#### Disc 2
1. René Froger Hitmedley 2016
2. Saturday Night Fever Medley 2016
3. Pointer Sisters Medley
4. We Love Robin S Medley
5. Whitney Houston Medley
6. Dance Medley 4.0
7. 2 Brothers On The 4th Floor Medley
8. MacArthur Park
9. Disco Ladies Medley
10. Lionel Richie Piano Medley

#### Disc 3
1. Rick Astley Medley
2. Endless Love & Tonight
3. KC And The Sunshine Band Medley 2016
4. Donna Summer Medley 2016
5. Dolly Dots Medley 2016
6. Toghter for Peace Medley
7. Polonaise Medley 2016
8. Boer Harms Medley
9. Dance Yourself Dizzy Medley
10. King of Pop Final
11. Over De Top! 2016

### Dvd

#### Dvd 1
1. Grand Opening Royal Night of Disco
2. Doorwalsen Medley 2016
3. Pop In Je Moerstaal Medley
4. Gerard Joling Hitmedley 2016
5. George McCrae Medley
6. Boggie Disco Medley
7. Diana Ross Medley
8. Jeroen van der Boom Medley 2016
9. Ultimate Disco medley
10. Hee Kom Aan Medley
11. René Froger Hitmedley 2016
12. Saturday Night Fever Medley 2016
13. Pointer Sisters Medley
14. We Love Robin S Medley
15. Whitney Houston Medley

#### Dvd 2
1. Dance Medley 4.0
2. 2 Brothers On The 4th Floor Medley
3. MacArthur Park
4. Disco Ladies Medley
5. Lionel Richie Piano Medley
6. Rick Astley Medley
7. Endless Love & Tonight
8. KC And The Sunshine Band Medley 2016
9. Donna Summer Medley 2016
10. Dolly Dots Medley 2016
11. Together for Peace Medley
12. Polonaise Medley 2016
13. Boer Harms Medley
14. Dance Yourself Dizzy Medley
15. King of Pop Final
16. Over De Top! 2016

#### Blu-ray
1. Grand Opening Royal Night of Disco
2. Doorwalsen Medley 2016
3. Pop In Je Moerstaal Medley
4. Gerard Joling Hitmedley 2016
5. George McCrae Medley
6. Boggie Disco Medley
7. Diana Ross Medley
8. Jeroen van der Boom Medley 2016
9. Ultimate Disco medley
10. Hee Kom Aan Medley
11. René Froger Hitmedley 2016
12. Saturday Night Fever Medley 2016
13. Pointer Sisters Medley
14. We Love Robin S Medley
15. Whitney Houston Medley
16. Dance Medley 4.0
17. 2 Brothers On The 4th Floor Medley
18. MacArthur Park
19. Disco Ladies Medley
20. Lionel Richie Piano Medley
21. Rick Astley Medley
22. Endless Love & Tonight
23. KC And The Sunshine Band Medley 2016
24. Donna Summer Medley 2016
25. Dolly Dots Medley 2016
26. Together for Peace Medley
27. Polonaise Medley 2016
28. Boer Harms Medley
29. Dance Yourself Dizzy Medley
30. King of Pop Final
31. Over De Top! 2016

## Concert

### Deel 1
1. Grand Opening Royal Night of Disco 
 A. Fifty Of Beethoven 
 B. We're Lost In Music 
 C. We Don't Have To Take Our Clothes Off 
 D. Disco Inferno
2. Doorwalsen Medley 
 A. Slavenkoor 
 B. Gooi Je Schoonmoeder Uit Het Raam 
 C. Oh Johnny 
 D. Heilsoldaat 
 E. Koffie 
 F. De Woonboot 
 G. Maar Wie Holt Van Mekaar
3. Pop In Je Moerstaal Medley 
 (De Toppers & Jochem Fluitsma) 
 A. 15 Miljoen Mensen 
 B. Hoe 
 C. Parijs 
 D. Sexy Als Ik Dans 
 E. Ik Neem Je Mee
4. Gerard Joling Hitmedley 2016 
(Gerard Joling) 
 A. Liefde Op Het Eerste Gezicht 
 B. Maak Me Gek 
 C. Maar Vanavond 
 D. Love Is In Your Eyes 
 E. Zing Met Me Mee 
 F. Het Is Nog Niet Voorbij
5. George McCrae Medley 
 (George McCrae) 
 A. Nice and Slow 
 B. Rock Your Baby
6. Boogie Disco Medley 
 A. Let's All Chant 
 B. Sunny 
 C. Working My Way Back To You 
 D. Rappers Delight 
 E. Good Times 
 F. I Will Survive 
 G. Boogie Wonderland
7. Diana Ross Medley 
 (Glennis Grace) 
 A. I'm Coming Out 
 B. Upside Down 
 C. Do You Know Where You're Going To 
 D. The Boss 
 E. Ain't No Mountain High Enough
8. Jeroen van der Boom Medley 2016 
 (Jeroen van der Boom) 
 A. Een Wereld 
 B. Betekenis 
 C. Je Leeft Vandaag 
 D. Mag Ik Dan Bij Jou 
 E. Jij Bent Zo
9. Ultimate Disco Medley 
 A. Love Train 
 B. Could It Be Magic 
 C. Blame It on The Boogie 
 D. You To Me Are Everything 
 E. Kung Fu Fighting 
 F. Rock The Boat 
 G. I Love To Love 
 H. September
10. Hee Kom Aan Medley 
 A. Ik Hou Van Het Leven 
 B. Kali 
 C. Hé Kom Aan 
 D. Opzij, Opzij, Opzij 
 E. De Kabouterdans
11. René Froger Hitmedley 2016 
 (René Froger) 
 A. Thunder In My Heart 
 B. Your Place Or Mine 
 C. Are You Ready For Loving Me 
 D. Woman Woman 
 E. Just Say Hello!
12. Saturday Night Fever Medley 2016 
 A. Jive Talkin 
 B. Stayin' Alive 
 C. More Than A Woman 
 D. How Deep Is Your Love 
 E. Night Fever 
 F. You Should Be Dancing

### Pauze
1. Pointer Sisters Medley 
 (Big, Black & Beautiful) 
 A. Automatic 
 B. Fire 
 C. Happiness 
 D. Jump 
 E. I'm So Excited
2. We Love Robin S Medley 
 (Robin S) 
 A. Luv 4 Luv 
 B. Show Me Love
3. Whitney Houston Medley 
 (Glennis Grace) 
 A. One Moment in Time 
 B.  How Will I Know 
 C.  I'm Your Baby Tonight 
 D. I Wanna Dance With Somebody

### Deel 2
1. Dance Medley 4.0 
 A. Where Is The Party 
 B. I Love It 
 C. King 
 D. Hold My Hand 
 E. Fight For This Love 
 F. Don't Worry Child
2. 2 Brothers on the 4th Floor Medley 
 (2 Brothers On The 4th Floor) 
 A. Never Alone 
 B. Dreams 
 C. Come Take My Hand
3. Mac Arthur Park 
 (Gerard Joling)
4. Disco Ladies Medley 
 (Big, Black & Beautiful) 
 A. I'm Every Woman 
 B. Finally 
 C. Always There 
 D. Lady Marmalade
5. Lionel Richie Piano Medley 
 (Jeroen van der Boom) 
 A. All Night Long 
 B. Hello 
 C. Easy 
 D. Dancing On The Ceiling
6. Rick Astley Medley 
 (Rick Astley) 
 A. Together Forever 
 B. Whenever You Need Somebody 
 C. Cry for help 
 D. Never Gonna Give You Up
7. My Endless Love / Tonight 
 (René Froger & Glennis Grace) 
 A. Endless Love 
 B. Tonight
8. KC & The Sunshine Band Medley 2016 
 A. That's The Way 
 B. Get Down Tonight 
 C. Please Don't Go 
 D. I'm Your Boogie Man 
 E. Keep It Coming' Love 
 F. Give It Up
9. Donna Summer Medley 2016 
 (Big, Black & Beautiful & Glennis Grace) 
 A. Hot Stuff 
 B. On The Radio 
 C. Last Dance 
 D. No More Tears (Enough is Enough) 
 E. Bad Girls 
 F. This Time I Know It's for Real
10. Dolly Dots Medley 2016 
 (Dolly Dots) 
 A. Do You Wanna Wanna 
 B. Don't Give Up 
 C. She's A Liar 
 D. Radio 
 E. Hela-di-ladi-lo 
 F. (Tell it All about) Boys 
 G. Love Me Just A Little Bit More
11. Together For Peace Medley 
A. Let It Be 
B. Bridge Over Troubled Water 
C. Imagine
12. Polonaise Medley 2016 
 A. Waar Is Dat Feestje? 
 B. Ik Doe Wat Ik Wil 
 C. Laat de zon in je hart 
 D. Sweet Caroline 
 E. Jij Krijgt Die Lach Niet Van Mijn Gezicht 
 F. Leef
13. Boer Harms Medley 
 A. Boer Harms 
 B. In ons café 
 C. Ik Hou Van Alle Vrouwen 
 D. Engelen Bestaan Niet 
 E. Een Beetje Meer 
 F. De Countrydans
14. Dance Yourself Dizzy Medley 
 A. Relight my fire 
 B. Celebration 
 C. Reach Out I'II Be there 
 D. We Are Family 
 E. Haven Must Be Missing An Angel
15. King of Pop Final 
 (De Toppers & Gasten) 
 A. I Want Your Back 
 B. Black or White 
 C. Billie Jean 
 D. Thriller 
 E. I'II Be there
16. Over De Top! 2016

## Hitnotering

### NederlandseAlbum Top 100
| Positie: | 3  | 7   | 17 | 18  | 25 | 35  | 50 | 52  |
| Week:    | 9  |     | 10 |     | 11 |     | 12 |     |
| Positie: | 61 | uit | 86 | uit | 92 | uit | 78 | uit |

### Nederlandse Music DVD Top 30
| Positie: | 2   | 1   | 1  | 1  | 1   | 1  | 1  | 2  | 2   | 2  | 1   | 2  | 2   | 1  | 2   | 1  | 2   | 2   | 3   | 3   |
| Week:    | 21  | 22  | 23 | 24 | 25  | 26 | 27 | 28 | 29  | 30 | 31  | 32 | 33  | 34 | 35  | 36 | 37  | 38  | 39  | 40  |
| Positie: | 3   | 2   | 2  | 1  | 1   | 2  | 1  | 1  | 1   | 2  | 2   | 2  | 2   | 4  | 2   | 5  | 4   | 10  | 11  | 6   |
| Week:    | 41  | 42  | 43 | 44 | 45  | 46 | 47 | 48 |     | 49 | 50  | 51 | 52  | 53 |     | 54 | 55  |     | 56  |     |
| Positie: | 11  | 9   | 10 | 15 | 14  | 6  | 9  | 11 | uit | 6  | 14  | 12 | 24  | 12 | uit | 28 | 17  | uit | 20  | uit |
| Week:    | 57  | 58  | 59 | 60 | 61  | 62 | 63 | 64 | 65  | 66 | 67  | 68 | 69  | 70 | 71  | 72 | 73  | 74  |     | 75  |
| Positie: | 22  | 22  | 27 | 25 | 16  | 19 | 17 | 12 | 14  | 30 | 12  | 30 | 17  | 23 | 15  | 19 | 15  | 22  | uit | 21  |
| Week:    | 76  |     | 77 | 78 |     | 79 | 80 | 81 |     | 82 |     | 83 |     | 84 |     | 85 |     | 86  |     | 87  |
| Positie: | 19  | uit | 22 | 20 | uit | 27 | 13 | 24 | uit | 20 | uit | 20 | uit | 22 | uit | 24 | uit | 23  | uit | 29  |
| Week:    |     | 88  |    |    |     |    |    |    |     |    |     |    |     |    |     |    |     |     |     |     |
| Positie: | uit | 24  |    |    |     |    |    |    |     |    |     |    |     |    |     |    |     |     |     |     |